# Cephalops perkinsiellae
Cephalops perkinsiellae är en tvåvingeart som först beskrevs av Hardy 1953.  Cephalops perkinsiellae ingår i släktet Cephalops och familjen ögonflugor.
Artens utbredningsområde är Hawaii. Inga underarter finns listade i Catalogue of Life.